# Else Flebbe
Else Flebbe, var en tysk konståkare som deltog i tävlingsklassen singel damer vid Olympiska spelet i Sankt Moritz 1928, där hon placerade sig på femtonde plats.